# Isola di Popov
L'isola di Popov (in russo Остров Попова, ostrov Popova) è un'isola russa che fa parte dell'arcipelago dell'imperatrice Eugenia ed è bagnata dal mar del Giappone.
Amministrativamente appartiene al distretto di Pervomajskij di Vladivostok nel Territorio del Litorale, che è parte del Circondario federale dell'Estremo Oriente.

## Geografia

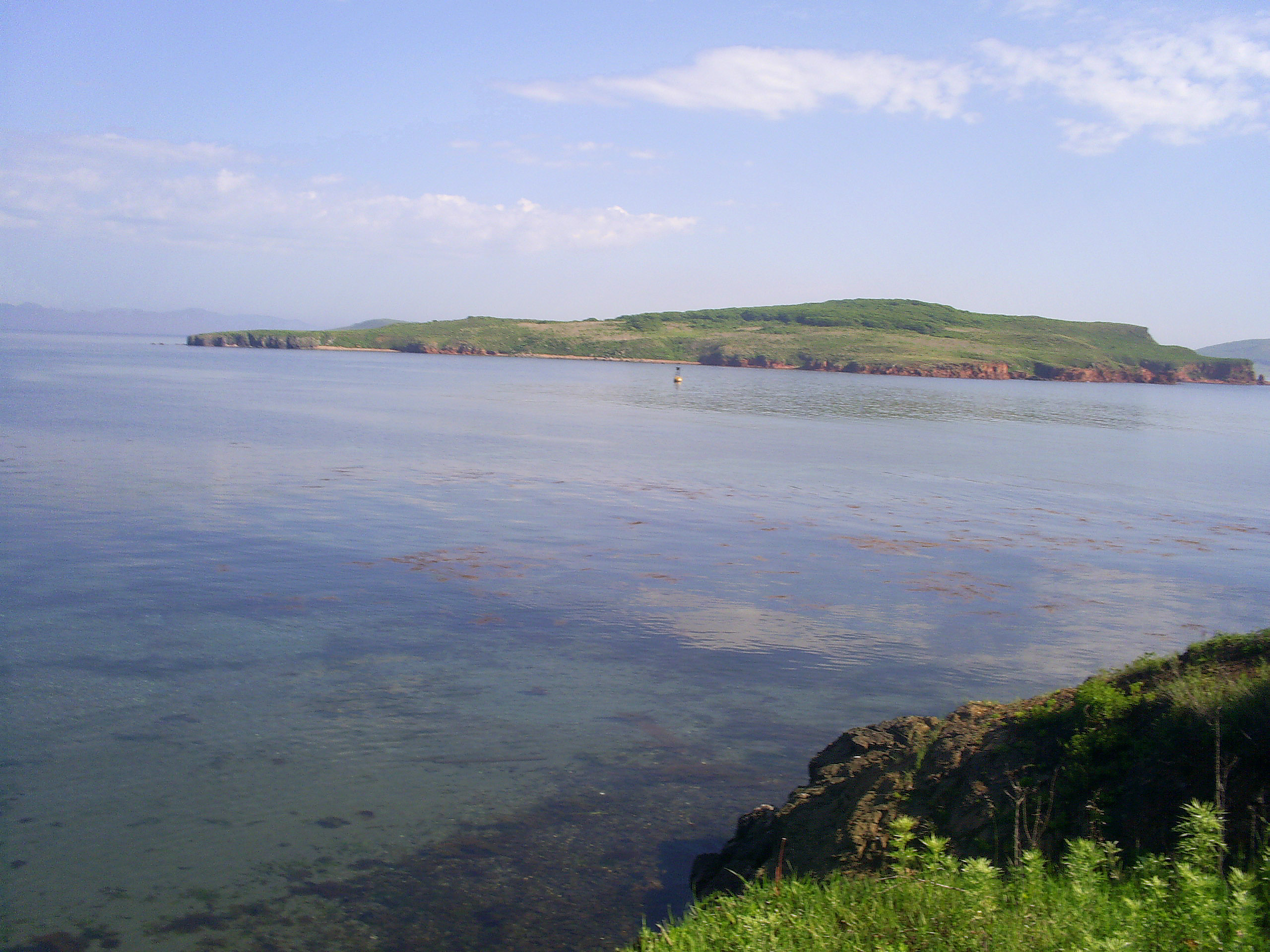
L'isola di Popov vista dall'isola di Rejneke.

L'isola di Popov è situata nella parte settentrionale del golfo di Pietro il Grande circa 20 km a sud-ovest di Vladivostok nel punto più ravvicinato. È bagnata a ovest dal golfo dell'Amur e a est dal golfo dell'Ussuri, che sono le due insenature settentrionali in cui si divide il golfo di Pietro il Grande. Si trova 500 m a sud-ovest dell'isola Russkij da cui è separata dallo stretto di Stark (пролив Старка, proliv Starka); 450 m a sud si trova invece l'isola di Rejneke.
Popov è la seconda più grande isola dell'arcipelago dell'imperatrice Eugenia, dopo Russkij; ha una forma irregolare, con molte insenature e due lunghi promontori, uno a nord e l'altro a sud. Ha una lunghezza di 6,2 km e una larghezza di 3,75 km (di soli 20 m nel punto più stretto del promontorio meridionale), per un'area di 12,4 km².
Nella parte nord-occidentale raggiunge un'altezza massima di 157 m s.l.m. sul monte Popov (гора Попова)
Il punto più settentrionale si chiama capo Markovskij (мыс Марковского, mys Markovskogo), quello più orientale è capo Prochodnoj (мыс Проходной) e quello più occidentale è capo Nizkij (мыс Низький).

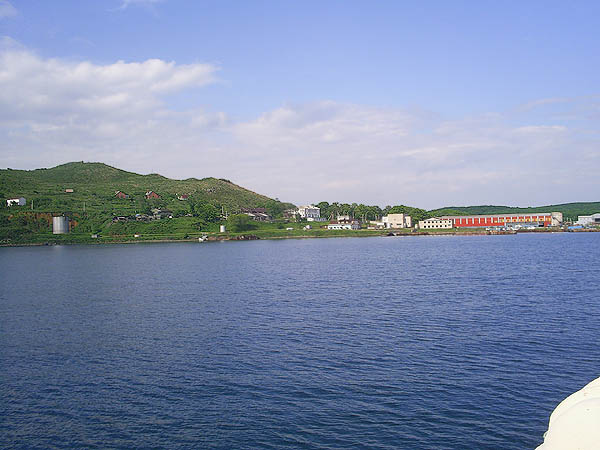
Vista del villaggio di Popova, nella parte occidentale dell'isola.

Nella parte sud-orientale si apre la vasta baia Pograničnaja (бухта Пограничная), all'ingresso larga 2,75 km; a ovest si apre la baia Zapadnaja (бухта Западная) su cui si affaccia il villaggio di Popova; a nord invece si apre la baia di Alekseev (бухта Алексеева), più stretta delle precedenti. Il litorale è costituito da spiagge di sabbia e di ghiaia che si alternano a scogliere rocciose.
Il promontorio meridionale di Popov costituisce una delle aree nel golfo di Pietro il Grande che formano la Riserva della biosfera marina dell'Estremo Oriente.
Oltre a Popova, l'unico altro villaggio sull'isola è Stark, che si affaccia sull'omonimo stretto. Sulla baia di Alekseev invece si affaccia la stazione oceanografica dell'Istituto Navale del Pacifico V.I. Il'ičev, ramo dell'Estremo Oriente dell'Accademia russa delle scienze.

### Clima
Il clima è simile a quello di Vladivostok, con temperature medie che a gennaio si aggirano attorno ai -12,5 °C e ad agosto sui 20,5 °C con punte superiori ai 22 °C.

### Flora e fauna
I fondali marini attorno all'isola sono ricchissimi di vita. Sono presenti mammiferi come foche, balene e delfini; 278 specie di pesci, tra cui specie commerciali come merluzzi, aringhe e sardine, pollock e talvolta salmoni giapponesi. Numerose sono anche le specie di invertebrati e altri animali marini, circa 2000 distribuite tra crostacei, molluschi, echinodermi, meduse, ascidie etc.
Tra le piante si contano fanerogame marine del genere Zostera e alghe come Ahnfeltia, Ulva; tra i cromisti alghe brune laminariali.

## Isole adiacenti
- Isola di Naumov (остров Наумова, ostrov Naumova), è una piccola isola a est di Popov, una delle isolette che chiude a nord-est la baia Pograničnaja.
- Isola Malyj (остров Малый, ostrov Malyj), è la più piccola tra le tre isole a est di Popov. Si trova a sud-est di Naumov, tra quest'ultima e Klykov.
- Isola di Klykov (остров Клыкова, ostrov Klykova), a sud-est di Malyj, è la più esterna tra le isole che chiudono la baia Pograničnaja.
- Isole Dva Brata (острова Два Брата, ostrova Dva Brata), sono due piccoli isolotti a ovest del promontorio meridionale di Popov.
- Isola di Kozlov (остров Козлова, ostrov Kozlova), a sud-est delle Dva Brata, è un'altra isoletta del promontorio meridionale di Popov.

## Storia
L'isola fu così chiamata in onore dell'ammiraglio Andrej Aleksandrovič Popov  che monitorò il golfo di Pietro il Grande nella seconda metà del XIX secolo.
Una leggenda narra che negli anni ottanta del XIX secolo nella baia di Alekseev c'era un covo di pirati. Durante la guerra, sull'isola si trovava una zona demilitarizzata per le donne.

## Turismo
Come Russkij e altre isole limitrofe, Popov è un luogo di villeggiatura per gli abitanti di Vladivostok e dintorni. L'isola vanta numerose stazioni turistiche e centri ricreativi, ciascuno provvisto di campeggi nella stagione estiva. I visitatori possono arrivare sull'isola tramite un traghetto regolare (attivo anche in inverno) che impiega circa 1 ora e 40 minuti.
Sull'isola è presente un museo dedicato a "La natura del mare e la sua protezione".